# Borbecker Halblang

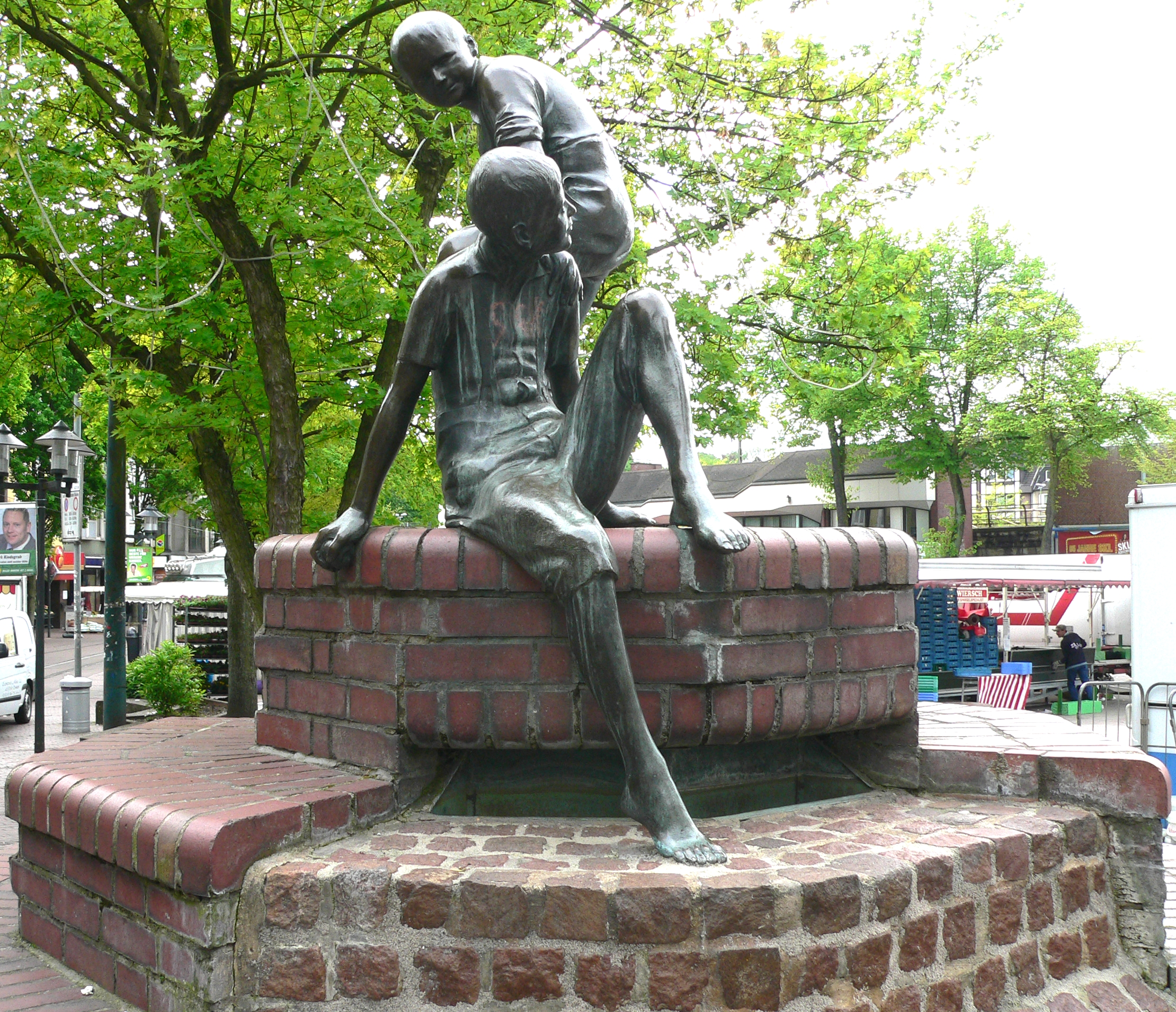
Borbecker-Halblang-Brunnen von Franz-Josef Kampmann auf dem Markt in Essen-Borbeck

Borbecker Halblang ist eine im Ruhrgebiet verbreitete Bezeichnung für übergroße Kinderkleidung und zweitverwendete Hosen.

## Geschichte
Im 19. Jahrhundert kauften Familien ihren Kindern aus Kostengründen häufig Kleidung auf Zukunft. Besonders die Jungenhosen waren erst zu lang, so dass man in sie hineinwachsen musste. Diese Sitte war vor allem in der vor 1915 selbstständigen und von Essen noch unabhängigen Bürgermeisterei Borbeck verbreitet. Allmählich setzte sich das Borbecker Halblang aber im gesamten Ruhrgebiet als Bezeichnung für diese Mode durch. In der Armut nach dem Zweiten Weltkrieg erweiterte sich die Bedeutung um die Bezeichnung für eine notdürftig auf die jeweiligen Bedürfnisse zugeschnittene Bekleidung: So schnitt man von älteren Hosen einen Teil ab und machte diese sommertauglich.

## Borbecker Halblang im Stadtbild
Der Mode des Borbecker Halblang setzte der Bildhauer Franz-Josef Kampmann ein Denkmal. Nach der Verlegung des Marktes vom Borbecker Platz zum neuen Areal vor dem Bahnhof Essen-Borbeck wurde die vom Künstler geschaffene Bronzestatue 1982 auf einem sechseckigen Sockel mit Wasserlauf angebracht. Die Statue stellt zwei spielende Kinder in Borbecker Halblang dar.
Im Rahmen der RUHR.2010 stellte eine Kunstaktion das Borbecker Halblang ebenfalls in den Mittelpunkt. Borbecker Schüler malten hundert Aluminiumrohlinge an, die Kinder in Borbecker Halblang darstellten. Die Aktion trug den Titel Borbecker Halblang – mit offenen Armen und großem Herzen und stand unter der künstlerischen Leitung von Günter A. Steinmann. Die Figuren waren im Sommer 2010 in ganz Borbeck zu sehen.